# Kautokeinooprøret
|  | For filmatiseringen af dette oprør, se Kautokeino-oprøret (film). |
Kautokeino-oprøret betegner et samisk oprør i Kautokeino præstegæld den 8. november 1852, da en gruppe samer gik til angreb på repræsentanter for det norske samfund. Oprørerne dræbte handelsmanden Carl Johan Ruth og lensmanden Lars Johan Bucht i Kautokeino, satte ild til handelsmandens hus og piskede sognepræst Fredrik Waldemar Hvoslef og husstanden hos præsten og handelsmanden.
Oprørerne blev overmandet af andre samer. To af oprørerne blev dræbt i denne kamp. To andre, Aslak Jacobsen Hætta (1827-54) og Mons Aslaksen Somby (1825-54), blev senere henrettet ved halshugning i Alta. Deres hoveder blev derefter sendt til anatomisk institut i Oslo. Først 21. november 1997 blev de to kranier begravet sammen med kroppene, efter at de henrettedes slægtninge havde krævet hovederne tilbage. Det ene fandtes på universitetet i Oslo, det andet på Københavns Universitet, der havde byttet sig til det. Andre fik lange fængselsstraffe. Baggrunden for uroen var dels strid om græsninger, dels religiøse stridigheder mellem tilhængere af læstadianismen og den norske kirke. Oprøret er historisk enestående; konflikt mellem samiske interesser og det norske storsamfund har ellers ikke ført til voldelige konflikter med tab af menneskeliv. Efter oprøret fulgte en periode med stærkere assimilering af det samiske folk i Norge.
Filmskaberen Nils Gaup  har lavet en film om oprøret. Den havde premiere i biografen 18. januar 2008.

## Baggrund
Oprøret er utypisk for samisk kultur , og det er svært at forstå eller forklare baggrunden for det. Men oprøret må have haft sammenhæng med flere forhold:
- Rendriftssamerne var under pres som følge af kamp om overdrevsressourcerne. På kysten havde norsk kolonisering ("bureising") sat pres på overdrevstilgangen. Tilgangen på vinteroverdrevene blev akut vanskeligere, da den russiske tsar fra 15.september 1852 lukkede grænsen mellem Finland og Finnmark, efter i umindelige tider at have tilladt passering for samernes rensdyrflokke. Norske myndigheder lukkede dog kort tid efter grænsen for finske og russiske samer, for i det mindste at sikre græsning for de norske samers rensdyr.[5]
- Den læstadianske vækkelsesbevægelse havde virket frigørende på samerne: Lars Levi Læstadius' forkyndelse fandt klangbund i den samiske kultur, og de mente, at deres kristendom var sand, mens de norske præster var vranglærere.

Samtidig fik læstadianerne bugt med alkoholmisbruget, som havde ført social nød med sig.
Vækkelsen begyndte med, at Mattis Hætta i 1851 blev overbevist om, at han var Gud. Hans brødre Aslak og Lars var enige, og opfattede gradvis også sig selv som Gud. Brødreflokken fik efterhånden en lille menighed i Kautokeino og på øen Skjervøy. I sommeren 1851 afbrød en gruppe konfirmationsgudstjenesten i Skjervøy, og to af Finnmarks præster fik 22 af dem arresteret for at have forstyrret gudstjenester og optrådt truende mod de "uomvendte". Under den påfølgende retssag mod "menigheden" nægtede en af de anklagede at fremsige det første bud, "Du må ikke have andre guder end mig", med den begrundelse at Gud jo var ham selv. Som sit navn opgav han "Jesus Kristus". Aslak Hætta påstod at være både Gud, Sønnen og Den Hellige Ånd, samt sandt menneske og derfor mere end Gud. Ole Somby larmede under retsforhandlingerne og erklærede, at han i modsætning til de andre, "havde været til, før Himlen og Jorden blev skabt", samt at han var Gud. Ellen Skum udnævnte sig selv til "jomfru Maria". Lensmanden i Kautokeino, Ole Isaksen Hætta, blev opsagt under mistanke for at være medlem af "menigheden". I hans sted kom svenskeren Johan Bucht. 19. februar 1852 blev 22 kvinder og mænd dømt til bøder eller fængsel. Lederne for oprørsgruppen blev dømt til lange straffe: Rasmus Rasmussen Spein fik 2 års strafarbejde, Ellen Aslaksdatter Skum fik halvandet års strafarbejde og Mathis Jakobsen Hætta fik 8 måneders strafarbejde. "Menigheden" gik nu raskt tilbage i antal og blev reduceret til en lille, men desto mere fanatisk gruppe.
Oprørerne kan have mødt en vis forståelse blandt andre samer, men de mødte kun lidt forståelse hos præsterne. Ved et tilfælde blev menigheden så grebet af åndelig ekstase, at sognepræst Nils Joachim Christian Vibe Stockfleth slog om sig med stok og hænder for at få folk til sans og samling. Efterfølgende havde han ofte samtaler med "de åndelige", men præsterne tugtede de oprørske ved at de som gav udtryk for afvigende tro, blev nægtet tilgang til nadveren.

## Slaget i Kautokeino
I 1852 havde en gruppe af de dømte samer samlet sig i en siida (= samelandsby) sammen med de endnu fængsledes familier. Sagsomkostningerne ville nu ruinere dem helt. Ellen Skum/"jomfru Maria" var stukket af fra fængslet, og "menigheden" enedes om med magt at forhindre lensmanden i at hente hende ind til soning. Hun var nu indgået i et "Concubinat" med Ole Somby, mens Marit Skum havde fået besked fra Gud om at forlade sin mand og flytte ind til Aslak Rist. Fra da af kaldte Marit sig "Apostlernes Hustru".
Samme efterår begyndte "menigheden" at hverve nye medlemmer ved at bortføre folk og udsætte dem for tortur i form af kulde, pisk og søvndeprivation. Søndag 7.november 1852 brød "menigheden" op fra teltlejren og drog mod Kautokeino – nitten børn og 30 voksne. Ved midnat stoppede de i Mortaš, to timers kørsel fra Kautokeino, for at hvile. Samtidig forsøgte de at tvinge Mortaš-folket til at slutte sig til oprørsgruppen. Handelsmanden Ruth og lensmand Bucht skulle dræbes, kvinder bortføres, og sognepræst Hvoslef og hans familie tvinges "til at leve som Lapper", måske fordi Hvoslef både talte og holdt prædiken på samisk. Gjorde nogen modstand, skulle de dræbes. Deres huse og ligeledes kirken skulle plyndres og brændes ned. På vejen plyndrede følget et hus og piskede de fire kvinder, der var hjemme. Aslak Hætta holdt også brændende birkebark under hagen på en af fangerne.
Næste morgen, mandag 8. november, nåede følget frem til Kautokeino og tog ind hos Johannes Hætta. Da han ikke ville omvendes, blev husets beboere pisket og mishandlet, og Johannes' tyveårige datter slæbt grædende væk. Kl 8 nåede følget frem til handelsmand Ruths hus. Han stod udenfor sammen med lensmand Bucht og en tredje mand. Aslak Hætta bed næsen af Bucht og knivstak ham. Ruth blev angrebet af brødrene Somby, der knuste hans hoved og arme med kæppe og knivstak ham. Hansine Ruth, der prøvede at hjælpe sin mand, undslap med sit yngste barn på armen kun fordi hendes tjenestepige kom hende til undsætning. Sammen flygtede de hen til præstegården. Bucht klarede at komme op på loftet i Ruths hus, hvor også den fireårige Anton Ruth gemte sig. Aslak Hætta og Mons Somby slog døren til loftskammeret ind med en økse, slog løs på den døende Bucht og, da de ikke fik kniven langt nok ind i hans bryst, bankede de den ind med et stykke brænde. Pastor Hvoslef der var kommet til, blev pryglet af samer, der kaldte ham "don baergalaga manna" (= du djævelens mand). I præstegården var vinduerne i mellemtiden blevet knust, og beboerne klædt nøgne og pisket. Huset blev plyndret og derefter antændt af Peder Olsen Kautokeino, der selv var blevet bortført med magt og pisket.
I mellemtiden havde Johannes Hætta, hvis datter var bortført samme morgen, fået hentet hjælp fra Avžži, en mil øst for Kautokeino. Seksten mænd og tre kvinder under ledelse af kirkesanger og skolelærer Clemet Gundersen – en af "menigheden"s frafaldne – rejste i slæder til Kautokeino. Her klarede de virkelig at overmande "menigheden", der dog resten af dagen råbte op om, at de burde have dræbt flere.

## Dommen
14. februar 1854 dømte Højesteret fem af oprørerne til døden, otte til livsvarig strafarbejde, elleve til strafarbejde mellem et og tolv år, og fire til kortere fængselsstraffe. Fire af de tiltalte blev frifundet. Blandt de dømte var sytten kvinder og elleve mænd.
Af de fem, der blev dødsdømt, blev Ellen Skum benådet, fordi hun var kvinde, og hendes bror Henrik Skum og Lars Hætta pga. ung alder. Kun de to ledere blev henrettet. Bøddelen Samson Isberg var bosat i Bergen, og dette blev den længste rejse, han foretog sig i embeds medfør. Fra 1851 gik der dampskib mellem Bergen og Hammerfest hver anden uge. Mons Somby blev halshugget først og fortrød ikke sin handling: "Jeg var i retfærdighed, da jeg gjorde det." Også Aslak Hætta døde uden syndsforladelse. Otte mand måtte til for at slæbe ham op på skafottet. Helt til dødsøjeblikket bad han om og om igen: "Hærra Jesus, fated munji" (= Herre Jesus, svar mig).
De dømte var:

### Dødsstraf ved halshugning
- Aslak Jacobsen Hætta, 28 år, henrettet ved halshugning 14. oktober 1854
- Mons Aslaksen Somby, 27 år, henrettet ved halshugning 14. oktober 1854
- Lars Jacobsen Hætta, 18 år, fik straffen omgjort til livsvarig strafarbejde, benådet i 1867
- Ellen Aslaksdatter Skum, 25 år, fik straffen omgjort til livsvarig strafarbejde, benådet i 1867
- Henrik Aslaksen Skum, 20 år, fik straffen omgjort til livsvarig strafarbejde, døde i fængslet.

### Livsvarigt strafarbejde
- Aslak Pedersen Rist, 30 år (døde i fængslet)
- Thomas Andersen Eira, 16 år (benådet i 1865)
- Aslak Olsen Somby, 59 år (benådet 1863)
- Anders Pedersen Bær, 26 år (benådet 1863)
- Elen Andersdatter Spein, 50 år (benådet 1864)
- Kirsten Andersdatter Spein, 37 år (benådet 1864)
- Anne Henriksdatter Sara, 55 år (benådet 1864)
- Marit Jonsdatter Sara, 22 år (benådet 1864)

### 12 års strafarbejde
- Ellen Jacobsdatter Hætta, 16 år (døde i fængslet)
- Berit Hansdatter Gaup, 16 år (benådet 1864)
- Peder Olsen Kautokeino, 35 år (døde i fængslet)

### 6 års strafarbejde
- Ellen Andersdatter Utsi, 17 år

### 2 års strafarbejde
- Marit Aslaksdatter Sara, 60 år

### Andre
Ti andre fik straffe på indtil et års strafarbejde. Fire blev frikendt, og tre døde før eller under retssagen.

### Hovedkilder for artiklen
- Nellejet Zorgdrager:. De rettferdiges strid : Kautokeino 1852 : samisk motstand mot norsk kolonialisme ; oversatt fra nederlandsk av Trond Kirkeby-Garstad. – Nesbru : Vett & viten ; Oslo : i samarbeid med Norsk folkemuseum, 1997. – 558 s. .(Samiske samlinger ; B.18, red.: Ove Pettersen) ISBN 82-412-0300-4